# Барчковиці
Барчковиці (пол. Barczkowice) — село в Польщі, у гміні Каменськ Радомщанського повіту Лодзинського воєводства.
Населення — 320 осіб (2011).
У 1975-1998 роках село належало до Пйотрковського воєводства.

## Демографія
Демографічна структура станом на 31 березня 2011 року:
|          | Загалом | Допрацездатний вік | Працездатний вік | Постпрацездатний вік |
| -------- | ------- | ------------------ | ---------------- | -------------------- |
| Чоловіки | 165     | 24                 | 126              | 15                   |
| Жінки    | 155     | 24                 | 81               | 50                   |
| Разом    | 320     | 48                 | 207              | 65                   |